# Collegio di Stockton South
Stockton South è stato un collegio elettorale situato nella contea di Durham, nel Nord Est dell'Inghilterra, e rappresentato alla Camera dei comuni del Parlamento del Regno Unito. Eleggeva un membro del parlamento con il sistema first-past-the-post, ossia maggioritario a turno unico; il collegio è stato abolito in occasione della revisione periodica del 2024.

## Estensione
- 1983–1997: i ward del borgo di Stockton-on-Tees di Bishopsgarth, Egglescliffe, Fairfield, Grangefield, Hartburn, Ingleby Barwick, Mandale, Parkfield, Preston, Stainsby, Victoria, Village e  Yarm, e i ward del Borough di Middlesbrough di Ayresome, Brookfield e Kader.
- 1997–2010: i ward del Borough di Stockton-on-Tees di Bishopsgarth, Egglescliffe, Elm Tree, Fairfield, Grangefield, Hartburn, Ingleby Barwick, Mandale, Parkfield, Preston, Stainsby, Victoria, Village e Yarm. I tre ward di Middlesborough furono trasferiti nel collegio di Middlesborough.
- 2010–2024: i ward del Borough di Stockton-on-Tees di Bishopsgarth and Elm Tree, Eaglescliffe, Fairfield, Grangefield, Hartburn, Ingleby Barwick East, Ingleby Barwick West, Mandale and Victoria, Parkfield and Oxbridge, Stainsby Hill, Thornaby-on-Tees e Yarm.

Stockton South consisteva della parte sud-occidentale di Stockton-on-Tees e, sulla stessa riva del fiume, della città di Eaglescliffe. Sulla riva sud del fiume Tees vi erano le città di Thornaby-on-Tees, Yarm, e Ingleby Barwick.

## Membri del parlamento
| Elezione | Elezione | Deputato          | Partito            |
| -------- | -------- | ----------------- | ------------------ |
|          | 1983     | Ian Wrigglesworth | Social Democratico |
|          | 1987     | Tim Devlin        | Conservatore       |
|          | 1997     | Dari Taylor       | Laburista          |
|          | 2010     | James Wharton     | Conservatore       |
|          | 2017     | Paul Williams     | Laburista          |
|          | 2019     | Matt Vickers      | Conservatore       |
|          | 2024     | Collegio abolito  | Collegio abolito   |

## Elezioni

### Elezioni negli anni 2010
| Partito                    | Partito                                           | Candidato                  | Risultati 12 dicembre 2019 | Risultati 12 dicembre 2019 |
| Partito                    | Partito                                           | Candidato                  | Voti                       | %                          |
| -------------------------- | ------------------------------------------------- | -------------------------- | -------------------------- | -------------------------- |
|                            | Conservatore                                      | Matt Vickers               | 27 764                     | 50,66                      |
|                            | Laburista                                         | Paul Williams              | 22 504                     | 41,06                      |
|                            | Lib Dem                                           | Brendan Devlin             | 2 338                      | 4,27                       |
|                            | Brexit                                            | John Prescott              | 2 196                      | 4,01                       |
|                            |                                                   |                            |                            |                            |
| Iscritti                   | Iscritti                                          | Iscritti                   | 76 895                     | 100,00                     |
| ↳ Votanti (% su iscritti)  | ↳ Votanti (% su iscritti)                         | ↳ Votanti (% su iscritti)  | 54 802                     | 71,27                      |
| ↳ Astenuti (% su iscritti) | ↳ Astenuti (% su iscritti)                        | ↳ Astenuti (% su iscritti) | 22 093                     | 28,73                      |
|                            |                                                   |                            |                            |                            |
|                            | Esito: collegio passa da Laburista a Conservatore |                            |                            |                            |

| Partito                    | Partito                                           | Candidato                  | Risultati 8 giugno 2017 | Risultati 8 giugno 2017 |
| Partito                    | Partito                                           | Candidato                  | Voti                    | %                       |
| -------------------------- | ------------------------------------------------- | -------------------------- | ----------------------- | ----------------------- |
|                            | Laburista                                         | Paul Williams              | 26 102                  | 48,50                   |
|                            | Conservatore                                      | James Wharton              | 25 214                  | 46,85                   |
|                            | UKIP                                              | David Outterside           | 1 186                   | 2,20                    |
|                            | Lib Dem                                           | Drew Durning               | 951                     | 1,77                    |
|                            | Verdi                                             | Jo Fitzgerald              | 371                     | 0,69                    |
|                            |                                                   |                            |                         |                         |
| Iscritti                   | Iscritti                                          | Iscritti                   | 75 595                  | 100,00                  |
| ↳ Votanti (% su iscritti)  | ↳ Votanti (% su iscritti)                         | ↳ Votanti (% su iscritti)  | 53 824                  | 71,20                   |
| ↳ Astenuti (% su iscritti) | ↳ Astenuti (% su iscritti)                        | ↳ Astenuti (% su iscritti) | 21 771                  | 28,80                   |
|                            |                                                   |                            |                         |                         |
|                            | Esito: collegio passa da Conservatore a Laburista |                            |                         |                         |

| Partito                    | Partito                                   | Candidato                  | Risultati 7 maggio 2015 | Risultati 7 maggio 2015 |
| Partito                    | Partito                                   | Candidato                  | Voti                    | %                       |
| -------------------------- | ----------------------------------------- | -------------------------- | ----------------------- | ----------------------- |
|                            | Conservatore                              | James Wharton              | 24 221                  | 46,76                   |
|                            | Laburista                                 | Louise Baldock             | 19 175                  | 37,02                   |
|                            | UKIP                                      | Ted Strike                 | 5 480                   | 10,58                   |
|                            | Lib Dem                                   | Drew Durning               | 1 366                   | 2,64                    |
|                            | Verdi                                     | Jacqui Lovell              | 952                     | 1,84                    |
|                            | Indipendente                              | Steve Walmsley             | 603                     | 1,16                    |
|                            |                                           |                            |                         |                         |
| Iscritti                   | Iscritti                                  | Iscritti                   | 75 068                  | 100,00                  |
| ↳ Votanti (% su iscritti)  | ↳ Votanti (% su iscritti)                 | ↳ Votanti (% su iscritti)  | 51 797                  | 69,00                   |
| ↳ Astenuti (% su iscritti) | ↳ Astenuti (% su iscritti)                | ↳ Astenuti (% su iscritti) | 23 271                  | 31,00                   |
|                            |                                           |                            |                         |                         |
|                            | Esito: collegio confermato a Conservatore |                            |                         |                         |

| Partito                    | Partito                                           | Candidato                  | Risultati 6 maggio 2010 | Risultati 6 maggio 2010 |
| Partito                    | Partito                                           | Candidato                  | Voti                    | %                       |
| -------------------------- | ------------------------------------------------- | -------------------------- | ----------------------- | ----------------------- |
|                            | Conservatore                                      | James Wharton              | 19 577                  | 38,93                   |
|                            | Laburista                                         | Dari Taylor                | 19 245                  | 38,27                   |
|                            | Lib Dem                                           | Jacquie Bell               | 7 600                   | 15,11                   |
|                            | BNP                                               | Neil Sinclair              | 1 553                   | 3,09                    |
|                            | UKIP                                              | Peter Braney               | 1 471                   | 2,93                    |
|                            | Indipendente                                      | Yvonne Hossack             | 536                     | 1,07                    |
|                            | Cristiano                                         | Ted Strike                 | 302                     | 0,60                    |
|                            |                                                   |                            |                         |                         |
| Iscritti                   | Iscritti                                          | Iscritti                   | 74 605                  | 100,00                  |
| ↳ Votanti (% su iscritti)  | ↳ Votanti (% su iscritti)                         | ↳ Votanti (% su iscritti)  | 50 284                  | 67,40                   |
| ↳ Astenuti (% su iscritti) | ↳ Astenuti (% su iscritti)                        | ↳ Astenuti (% su iscritti) | 24 321                  | 32,60                   |
|                            |                                                   |                            |                         |                         |
|                            | Esito: collegio passa da Laburista a Conservatore |                            |                         |                         |

### Elezioni negli anni 2000
| Partito                    | Partito                                | Candidato                  | Risultati 5 maggio 2005 | Risultati 5 maggio 2005 |
| Partito                    | Partito                                | Candidato                  | Voti                    | %                       |
| -------------------------- | -------------------------------------- | -------------------------- | ----------------------- | ----------------------- |
|                            | Laburista                              | Dari Taylor                | 21 480                  | 47,82                   |
|                            | Conservatore                           | James Gaddas               | 15 341                  | 34,15                   |
|                            | Lib Dem                                | Mike Barker                | 7 171                   | 15,96                   |
|                            | UKIP                                   | Sandra Allison             | 931                     | 2,07                    |
|                            |                                        |                            |                         |                         |
| Iscritti                   | Iscritti                               | Iscritti                   | 71 306                  | 100,00                  |
| ↳ Votanti (% su iscritti)  | ↳ Votanti (% su iscritti)              | ↳ Votanti (% su iscritti)  | 44 923                  | 63,00                   |
| ↳ Astenuti (% su iscritti) | ↳ Astenuti (% su iscritti)             | ↳ Astenuti (% su iscritti) | 26 383                  | 37,00                   |
|                            |                                        |                            |                         |                         |
|                            | Esito: collegio confermato a Laburista |                            |                         |                         |

| Partito                    | Partito                                | Candidato                  | Risultati 7 giugno 2001 | Risultati 7 giugno 2001 |
| Partito                    | Partito                                | Candidato                  | Voti                    | %                       |
| -------------------------- | -------------------------------------- | -------------------------- | ----------------------- | ----------------------- |
|                            | Laburista                              | Dari Taylor                | 23 414                  | 52,96                   |
|                            | Conservatore                           | Tim Devlin                 | 14 328                  | 32,41                   |
|                            | Lib Dem                                | Suzanne Fletcher           | 6 012                   | 13,60                   |
|                            | Alleanza Socialista                    | Lawrence Coombes           | 455                     | 1,03                    |
|                            |                                        |                            |                         |                         |
| Iscritti                   | Iscritti                               | Iscritti                   | 70 284                  | 100,00                  |
| ↳ Votanti (% su iscritti)  | ↳ Votanti (% su iscritti)              | ↳ Votanti (% su iscritti)  | 44 209                  | 62,90                   |
| ↳ Astenuti (% su iscritti) | ↳ Astenuti (% su iscritti)             | ↳ Astenuti (% su iscritti) | 26 075                  | 37,10                   |
|                            |                                        |                            |                         |                         |
|                            | Esito: collegio confermato a Laburista |                            |                         |                         |

## Risultati dei referendum

### Referendum sulla permanenza del Regno Unito nell'Unione europea del 2016
|             | Collegio       | Lasciare UE % | Rimanere in UE % |
| ----------- | -------------- | ------------- | ---------------- |
|             | Stockton South | 57,8%         | 42,2%            |
| Inghilterra | 53,3%          | 46,7%         |                  |
| Regno Unito | 51,9%          | 48,1%         |                  |